# Dejvid Brejben
Dejvid Džon Brejben (rođen 2. januara 1964.) je britanski inženjer i dizajner video igrica, osnivač i generalni direktor kompanije Frontier Developments. Učestvovao je u kreiranju igrice Elite iz serije svemirskih video igrica, prvi put objavljene 1984. godine.  Takođe je i suosnivač i radi kao poverenik fondacije Raspberry Pi Foundation, koja je 2012. godine pustila u prodaju jeftin računar koji je služio za obrazovne svrhe.

## Biografija
Brejben je pohađao srednju školu Buckhurst Hill County u Čigvelu u Eseksu. Studirao je prirodne nauke na Jesus koledžu u Kembridžu, a u poslednjoj godini studija specijalizuje se u oblasti elektrotehnike. U maju 1993. godine oženio se Katarinom Dikinson u Kembridžu. Trenutno je u braku sa Vendi-Irvin Brejben sa kojom ima dva sina.

## Karijera
Brejben je 2008. godine bio investitor i neizvršni direktor kompanije Phonetic Arts  koja se bavi generisanjem govora, a kojom je upravljao Pol Tejlor. Kompaniju je kupio Google 2010. godine za nepozantu sumu.
U maju 2011. godine, Brejben je najavio izlazak prototipskog računara namenjenog da stimuliše predavanje osnova informatičkog obrazovanja u školama. Poznat po nazivu Raspberry Pi, ovaj kompjuter je montiran u kućištu veličine kreditne kartice, ima USB priključak na jednom kraju kao i HDMI priključak za monitor na drugom, a sadrži i ARM procesor koji pokreće Linux operativni sistem. Procenjena cena je otprilike 15 funti za konfigurisan sistem, što ga čini dovoljno jeftinim da možete da date detetu da radi sa njim štagod poželi. Raspberry Pi fondacija je humanitarna organizacija čiji je cilj da„promoviše učenje informatike i njoj srodnih tema, pogotovo u školskom uzrastu, i da rad na računaru ponovo učini zabavnim”.

## Razvoj video igrica
Brejben se smatra jednim od najuticajnijih progamera video igara svih vremena. Za to je zaslužan njegov rad na razvoju niza igrica iz serijala Elite u periodu od 1980. do 1990. godine. Časopis Next Generation uvrstio ga je na svoju listu „75 najuticajnijih ljudi u industriji igara 1995. godine”, za šta je uglavnom zaslužna prva verzija igrice .
Brejben je razvio igricu Elite u saradnji sa programerom Ijanom Belom u periodu kada su obojica bili studenti na Univerzitetu Kembridž. Igrica je prvi put izbačena u septembru 1984, a  poznata je kao prva igrica u kojoj je rešen problem sakrivanja ivica kod 3D objekata. Godine 1987. Brejben je objavio igru Zarch, namenjenu za računare Acorn Archimedes, koja је 1988. pod nazivom Virus prilagođena za igranje na konzoli Atari ST, računaru Komodor Amiga kao i na desktop računarima.
Nakon toga, Brejben je počeo sa razvijanjem igrice , koja je konačno objavljena 1993. i predstavlja nastavak igrice Elite. Ujedno je osnovao i kompaniju koja se bavi razvojem kompjuterskih igrica, pod nazivom Frontier Developments, čiji je prvi projekat bila verzija Frontier igrice namenjena za konzolu Amiga CD32. Brejben je i danas direktor i većinski vlasnik te kompanije koja je od 2000. godine izbacila sledeće igrice: , kao i igrice zasnovane na franšizi Wallace & Gromit.
Tokom 2006. Brejben je radio na igrici nove generacije Outsider koju je razvijao Frontier Developments. U jednom intervjuu je izjavio kako planira da počne sa razvijanjem igrice , koja je karakteristična po opciji zamene uloga i velikom broju učesnika, čim igrica Outsider bude puštena u promet. Takođe je naglasio kako naziv Outsider za njega ima poseban značaj. Usled odluke izdavača (Frontier Developments) da obustavi čitav projekat vezan za igricu Outsider, ona ne uspeva da dođe do krajnjih korisnika.
Godine 2012, u intervjuu za programerski sajt Gamasutra, Brejben je izjavio da prodaja polovnih igrica negativno utiče na razvoj novih, držeći time cene igrica mnogo većim nego što bi inače bile. Međutim, 2014. godine je izjavio: „Piraterija ide ruku pod ruku sa prodajom. Ako postoji mnogo piratskih verzija igrice, ona će se više i kupovati. Ljudi žele povezano iskustvo, tako da i dalje postoji način da se oni ubede da se prebace na originalnu verziju. Čak i ako je nečija verzija piratska, oni bi mogli da je pohvale i njihovi prijatelji će kupiti pravu stvar."
Njegova kompanija Frontier Developments je na sajtu kraudfanding kompanije Kickstarter 6. novembra 2012. najavila novi nastavak igrice Elite pod nazivom: Elite: Dangerous. Ovaj nastavak je dostigao svoj cilj u finansijskom smislu i naveden je kao jedna od najfinansiranijih kampanja kompanije . Igrica je objavljena 16. decembra 2014. i do aprila 2015. prodata je u preko 500.000 primeraka. Od avgusta 2017. godine prodato je preko 2,75 miliona primeraka ove igrice.

## Nagrade
Brejben je dobio nagradu Development Legend Award na dodeli nagrada magazina Develop u Kembridžu 5. septembra 2005. godine.
Godine 2012. izabran je za člana Kraljevske inženjerske akademije.
Godine 2013. bio je dobitnik nagrade Tehnološka ličnost godine na dodeli nagrada Ujedinjenog Kraljevstva iz oblasti tehnologije. Iste godine dobio je počasnu diplomu univerziteta Abertai University.
Brejben je imenovan za oficira Ordena Britanskog carstva (OBE) na Rođendanskim počastima 2014. godine za zasluge u britanskoj industriji kompjuterskih i video igrica.
U januaru 2015. dobio je Nagradu po izboru programera video igrica (GDCA), za rad na računaru Raspberry Pi i za više od 30 godina rada kao programer igrica.
Na 11. dodeli nagrada iz oblasti video igrica koju dodeljuje Britanska akademija održane 12. marta 2015, dobio je nagradu  
Dobitnik je i tri počasna doktorata sa univerziteta Abertai University (2013), Open University (2014) i Univerziteta Jork (15. jula 2015).

## Igrice
| Naziv igrice | Godina objavljivanja | Dejvidova uloga                 |
|              | 1984                 | Dizajner i programer            |
|              | 1987                 | Programer                       |
|              | 1990                 | Programer                       |
|              | 1992                 | Programer                       |
|              | 1993                 | Dizajner, pisac i programer     |
|              | 1995                 | Direktor i pisac                |
|              | 1995                 | Dizajner                        |
|              | 1998                 | Programer                       |
|              | 2000                 | Kreativni direktor i supervizor |
|              | 2003                 | Direktor i dizajner             |
|              | 2005                 | Izvršni producent               |
|              | 2004                 | Izvršni producent               |
|              | 2005                 | Izvršni producent               |
|              | 2005                 | Izvršni producent               |
|              | 2006                 | Izvršni producent               |
|              | 2007                 | Izvršni producent               |
|              | 2008                 | Izvršni producent               |
|              | 2009                 | Generalni direktor              |
|              | 2010                 | Izvršni producent               |
|              | 2012                 | Generalni direktor i osnivač    |
|              | 2014                 | Generalni direktor i osnivač    |
|              | 2014                 | Direktor                        |
|              | 2016                 | Generalni direktor i osnivač    |
|              | 2018                 | Generalni direktor i osnivač    |